# Skeppet och besättningen

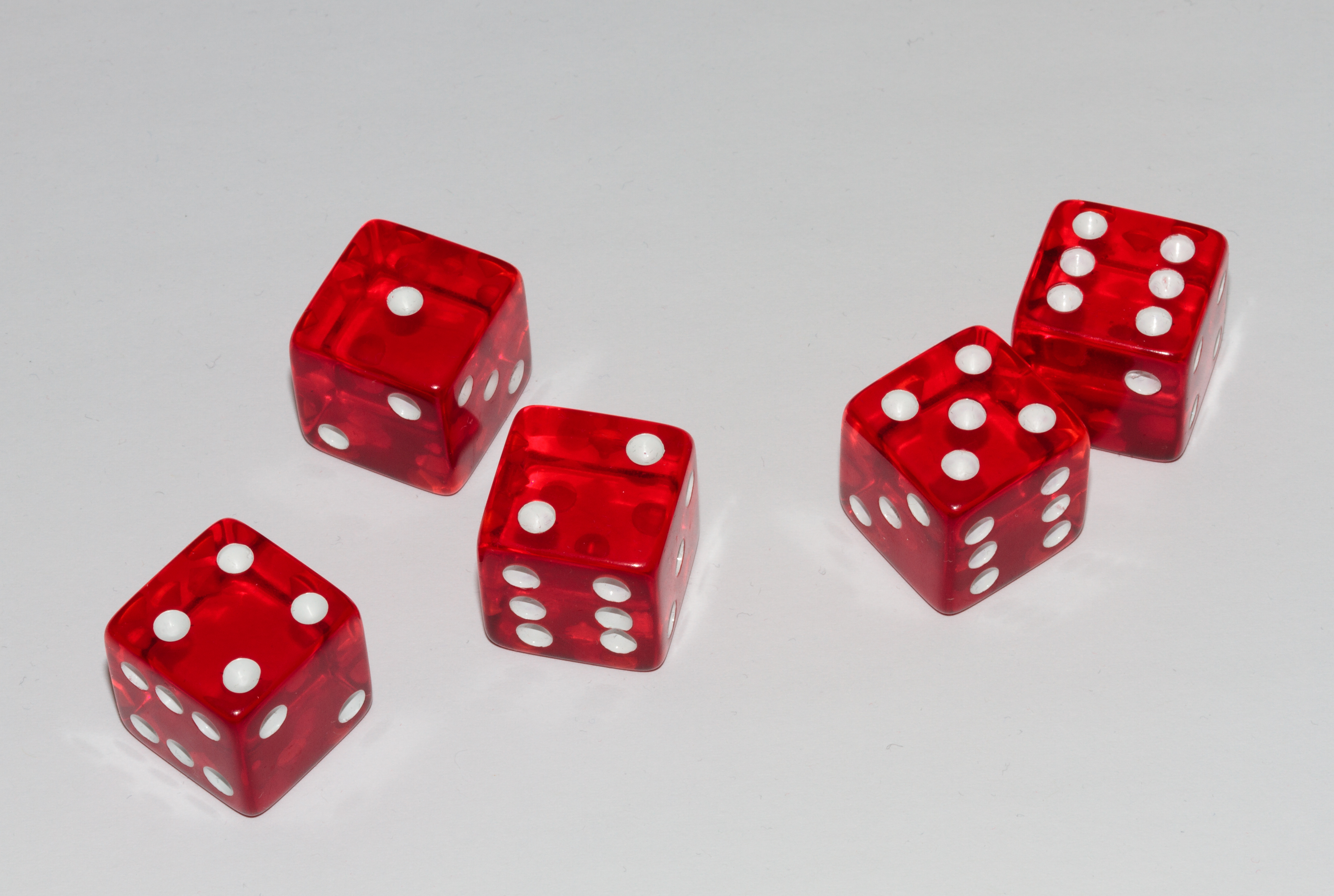
I spelet Skeppet och besättningen ska man ha kastat en 6:a, en 5:a och en 4:a i rätt ordning för att kunna få poäng. Antalet poäng avgörs av de två återstående tärningarna.

Skeppet och besättningen, även kallat skepp, kapten och besättning, är ett klassiskt tärningsspel. Det är sannolikt av brittiskt ursprung, där känt under namnet Ship, captain and crew, och spelas ibland för att avgöra vem som ska betala notan på puben eller baren.
Till spelet behövs fem tärningar samt ett protokoll för att notera deltagarnas poäng. I varje spelrunda får deltagarna i tur och ordning göra högst tre kast var med tärningarna. 
Målet är att kasta, och därigenom kunna få lägga åt sidan, en 6:a (skeppet), en 5:a (kaptenen) och en 4:a (besättningen) i nämnd ordningsföljd. Har detta lyckats, erhåller spelaren ett poängtal som är lika med ögonsumman på de två återstående tärningarna. Om spelaren inte utnyttjat alla tre kasten kan dessa båda tärningar kastas om i hopp om att åstadkomma en högre poäng.
Den deltagare som har samlat flest poäng i protokollet efter tio spelrundor, alternativt efter lika många rundor som det finns deltagare, vinner spelet..